# Jean-Philippe Lauer
Jean-Philippe Lauer (Párizs, 1902. május 7. – Párizs, 2001. május 15.) egyiptológus és építész, aki hetven éven át kutatta a Dzsószer-piramist, tágabban Szakkara temetkezéseit. Lauer dolgozta ki a ma is elfogadott, hatszakaszos építés elméletét.
Elzászi polgárcsaládban született 1902-ben. 1926-tól tartózkodott Egyiptomban Pierre Lacau meghívása és szerződésajánlata alapján. Itt ismerte meg későbbi feleségét 1928-ban, Margaret Jouguet-t. 1929. október 1-jén vette feleségül. Dzsószer piramisát 1936-tól kutatta, amikor a Francia Keleti Régészeti Intézet nem hosszabbította meg a szerződését. Amíg lehetséges volt, a Baka-piramist is kutatta. 1963-ban részt vett a francia szakkarai régészeti misszió létrehozásában.
A szakkarai Imhotep Múzeumban látható egy neki szentelt kiállítás.

## Publikációi
- La pyramide à degrés, I et II, l’architecture, Fouilles à Saqqarah, Service des antiquités de l'Égypte, Kairó, 1936
- La pyramide à degrés, III, compléments, Fouilles à Saqqarah, Service des antiquités de l'Égypte, Kairó, 1939
- Le temple funéraire de Khéops à la grande pyramide de Guizèh, n°46, ASAE, Kairó, 1947
- Études complémentaires sur les monuments du roi Djoser à Saqqarah, cahier 9, Supplément, ASAE, Kairó, 1948
- Le problème des pyramides d'Égypte, traditions et légendes, Bibliothèque historique, Payot, Párizs, 1948
- Note complémentaire sur le temple funéraire de Khéops, n°49, ASAE, Kairó, 1949
- mit Ch. Picard, Les statues ptolémaïques du Sarapieion de Memphis, n°3, Publications d'art et d'archéologie de l'université de Paris, PUF, Párizs, 1955
- Le temple haut de la pyramide du roi Ouserkaf à Saqqarah, n°53, ASAE, Kairó, 1956
- mit Pierre Lacau, Fouilles à Saqqarah. La pyramide à degrés, IV, Inscriptions gravées sur les vases, 2 fasc., PIFAO, Le Caire, 1959
- Observations sur les pyramides, Bibliothèque d’étude, n°30, IFAO, Kairó, 1960
- Histoire monumentale des pyramides d'Égypte, I, Les pyramides à degrés (IIIe dynastie égyptienne), n°39, BdE, IFAO, Kairó, 1962
- mit Pierre Lacau, Fouilles à Saqqarah. La pyramide à degrés, V, Inscriptions à l'encre sur les vases, PIFAO, Kairó, 1965
- Sur la pyramide de Meïdoum et les deux pyramides du roi Snéfrou à Dahshour, n°36, Orientalia, Róma, 1967
- Raison première et utilisation pratique de la grande galerie, dans la pyramide de Khéops, n°12, Beiträge Bf, Festschrift ricke, Wiesbaden, 1971.
- mit Jean Leclant, Mission archéologique de Saqqarah, I, le temple haut du complexe funéraire du roi Téti, bibliothèque d’étude, n°51, IFAO, Kairó, 1972
- Remarques sur la planification de la construction de la grande pyramide, à propos de: The investment process organization of the Cheops pyramids, par W.Kozinnnski, n°73, BIFAO, Kairó, 1973
- Le Mystère des Pyramides, éd. des Presses de la Cité, Párizs, 1974, ISBN 2-258-02368-8
- Nouvelles recherches à la pyramide de Mérenrê, n°53 et n°54, BIE, Kairó, 1974
- mit Audran Labrousse und Jean Leclant, Mission archéologique de Saqqarah. II, Le temple haut du complexe funéraire du roi Ounas, n°73, BdE, IFAO, Kairó, 1977
- Les pyramides de Saqqarah, bibliothèque générale, IFAO, Le Caire, 5e éd. 1977
- mit A. Shoucair, Saqqarah, la nécropole royale de Memphis, quarante siècles d’histoire, cent vingt-cinq ans de recherches, Tallandier, Párizs, 1977
- mit Cyril Aldred, J.L. Cenival, F. Debono, Christiane Desroches Noblecourt, Jean Leclant und Jean Vercoutter, Le temps des pyramides, L'univers des formes, Gallimard, Párizs, 1978
- À propos de l'invention de la pierre de taille par Imhotep pour la demeure d'éternité du roi Djoser, MGEM, IFAO, Kairó, 1985
- Remarques sur l'époque possible du viol de la tombe de Khéops dans la Grande Pyramide, pp. 385-386, The Intellectual Heritage of Egypt, Ulrich Luft, Budapest, 1992
- mit Jean Leclant und Audran Labrousse: L'architecture des pyramides à textes, I, Saqqarah Nord, 2 vol., n°114, BdE, IFAO, Kairó, 1996
- mit Audran Labrousse: Les complexes funéraires d'Ouserkaf et de Néferhétepès, n°130, 2 vol., BdE, IFAO, Kairó, 2000